# Kórós
Kórós là một thị trấn thuộc hạt Baranya, Hungary. Thị trấn này có diện tích 15,12 km², dân số năm 2010 là 229 người, mật độ 15 người/km².